# Leptoconops patagoniensis
Leptoconops patagoniensis är en tvåvingeart som beskrevs av Ronderos 1990. Leptoconops patagoniensis ingår i släktet Leptoconops och familjen svidknott. Inga underarter finns listade i Catalogue of Life.